# Phalces tuberculatus
Phalces tuberculatus är en insektsart som beskrevs av Brock 2000. Phalces tuberculatus ingår i släktet Phalces och familjen Bacillidae. Inga underarter finns listade i Catalogue of Life.